# Adolf Beer

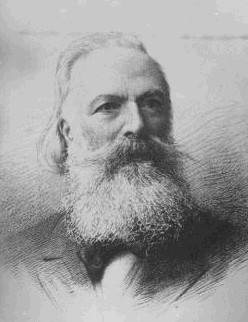
Adolf Beer

Adolf Beer (* 27. Februar 1831 in Proßnitz in Mähren; † 7. Mai 1902 in Wien) war ein österreichischer Historiker.

## Leben
Adolf Beer begann 1849 an der Friedrich-Wilhelms-Universität zu Berlin Geschichte zu studieren. 1851 wechselte er an die Ruprecht-Karls-Universität Heidelberg. Nach weiteren Semestern an der Karls-Universität Prag konnte Beer sein Studium an der Universität Wien 1853 erfolgreich beenden. Von Februar bis Juli 1853 war er Supplent für Geschichte und Deutsch am k.k. I. Staatsgymnasium Czernowitz. Bis 1857 war er noch Gymnasiallehrer in Wien und Prag.
Die Universität Großwardein berief ihn im Sommer 1857 als Professor für Geschichte Österreichs. Er wurde 1858 in gleicher Position an die Handelsakademie Wien versetzt. Das k.k. Polytechnische Institut berief ihn 1868 auf den Lehrstuhl für Geschichte. Anton von Schmerling holte Beer in den Unterrichtsrat. In der Modernisierung des österreichischen Bildungswesens war Beer war unter anderem an der Neufassung des  Volksschulgesetzes (1869) und der Reorganisation der Realschulen beteiligt. Zum Hofrat ernannt, war er unter Leopold Hasner von Artha und Karl von Stremayr als Ministerialreferent im Ministerium für Kultus und Unterricht. Er gab dieses Amt auf, als Eduard Taaffe im Bürgerministerium scheiterte.
1873 wurde Beer in den Reichsrat (Österreich) gewählt. Er vertrat die Verfassungspartei (Österreich).
Mit seinen ausgedehnten Studienreisen nach Amsterdam, Berlin, Kopenhagen, London und Paris schuf Beer die Basis für seine umfassende Kenntnisse des europäischen Bildungswesens. Ergebnisse dieser Reisen wurden sehr häufig im Archiv für österreichische Geschichte und in Heinrich von Sybels Historischer Zeitschrift veröffentlicht. Als Historiker war er an der umfassenden Geschichte Europas interessiert, setzte aber mit der Ära Kaiserin Maria Theresias und ihrem Sohn und Nachfolger Josephs II. einen Schwerpunkt.

## Ehrungen
- Auswärtiges Mitglied der Königlich Niederländischen Akademie der Wissenschaften (1871)
- Korrespondierendes Mitglied der Österreichischen Akademie der Wissenschaften (Mai 1873)

## Schriften
- Geschichte des Welthandels. Wien 1860–1884. (3 Abtlgn. in 4 Bdn.)
- Die Fortschritte des Unterrichtswesens in den Kulturstaaten Europas. mit Franz Hochegger.  Wien 1867–68. (2 Bde.)
- Aufzeichnungen des Grafen W. Bentinck über Maria Theresia. Wien 1871.
- Die erste Teilung Polens. Wien 1873. (3 Bde.)
- Joseph II., Leopold II. und Kaunitz. Ihr Briefwechsel. Wien 1873.
- Friedrich II. und van Swieten. Leipzig 1873.
- Leopold II., Franz II. und Katharina von Rußland. Ihre Korrespondenz etc. Leipzig 1873.
- Die Finanzen Österreichs im 19. Jahrhundert. Prag 1877.
- Zehn Jahre österreichischer Politik 1801–1810. Leipzig 1877.
- Der Staatshaushalt Österreich-Ungarns seit 1868. Prag 1881.
- Die orientalische Politik Österreichs seit 1774. Prag 1883.